# De komst van Joachim Stiller (boek)
De komst van Joachim Stiller is een roman van de Vlaamse schrijver Hubert Lampo, geschreven in 1958/'59.

## Verhaal
Freek Groenevelt, een succesvol schrijver-journalist uit Antwerpen, vertelt hoe zijn rustige, geordende leven in toenemende mate door onverklaarbare verschijnselen wordt verstoord: een straat wordt opgebroken en weer dicht gemaakt, maar de wethouder van Openbare Werken ontkent het krantenbericht van Freek. Dan komt een brief uit 1919 met de post die het voorval toen al voorspelde. Freek gaat op bezoek bij de redactrice Simone Marijnissen van het literaire tijdschrift Atomium, die een brief van Stiller kreeg waarachter men de schrijver Freek Groenevelt vermoedde. Stiller belt Simone later dat ze contact moet houden met Freek, die op het gemeentearchief navraag doet naar een zestiende-eeuwse auteur Joachim Stiller, schrijver van een boek over het einde der tijden. De mysterieuze Joachim Stiller wordt een obsessie voor Groenevelt.
Uiteindelijk kan de journalist een verband leggen met een traumatiserende ervaring uit de Tweede Wereldoorlog. Een bevriende psychiater roept met hulp van een pentothal-injectie onder hypnose de herinnering terug aan een Amerikaans soldaat met die naam. Hij zag de soldaat sterven na de inslag van een V2 op een tram in Antwerpen, die hij zelf net gemist had. Zelfs dat geeft geen verklaring voor alle vreemde gebeurtenissen. Aan het eind van het boek schrijft Joachim Stiller in een brief dat hij naar het Station Antwerpen-Zuid komt voor een ontmoeting. Daar wordt hij op een paar meter van de verteller door een legervrachtauto bruut overreden. Dit gebeurt nadat de dode zijn naam had gezegd maar voordat ze in gesprek konden komen. Dit blijft het enige contact met Stiller, want diens lichaam verdwijnt op de derde dag mysterieus uit het gemeentelijke lijkenhuis. Dankzij de gebeurtenissen leerde de journalist wel Simone kennen, de vrouw van zijn leven. Het boek eindigt met Groenevelt als gelukkige aanstaande vader.

## Vormgeving
Lampo doseert de toenemende spanning en voert zijn lezers al vertellende door het Antwerpen uit het einde van de jaren vijftig in de twintigste eeuw. Zo woont Groenevelt aan de Koepoortstraat in Antwerpen. De komst van Joachim Stiller wordt gerekend tot het genre van het magisch realisme. In zijn essaybundel De zwanen van Stonehenge (1972)  besprak Lampo hoe deze roman tot stand kwam: "Vraagt men mij de vage beschrijving van Joachim Stiller, zoals die in de roman voorkomt, duidelijker te maken, dan antwoord ik hem in gedachten voor mij te zien zoals ik mij Danny Kaye in een ernstige rol voorstel."

## Receptie
De roman geldt als een van de grootste naoorlogse klassiekers in de Nederlandse letteren en staat al jaren op de literatuurlijst van middelbare scholieren. Toen de literaire website Recensieweb in 2007 jubileerde met het behalen van zijn vijfhonderdste bespreking, gaf men die eer aan De komst van Joachim Stiller.

## Televisieserie
Het boek is verfilmd en in 1976 onder dezelfde naam uitgebracht als de televisieserie. 